# Женско (крепост)
Женско (на гръцки: Γυναικόκαστρο) е средновековна крепост в Егейска Македония, Гърция, дем Кукуш (Килкис), над едноименното село Женско.

## История
В южните и югоизточните склонове на хълма има селище и некропол от желязната епоха. В 1994 година те са обявени за защитени паметници.
Крепостта е построена от византийския император Андроник III Палеолог (1328 – 1341), най-вероятно в 1334 година, след промяна на византийско-сръбската граница. Целта на крепостта е да пази подстъпите към Солун от нарастващата мощ на сръбската държава, както и да служи за убежище в равното Солунско поле.
По време на Гражданската война във Византия (1341 – 1347) в 1342 година в Солун избухва антиаристократичният бунт на зилотите. По разказа на Йоан Кантакузин управителят на Солун и близък на Кантакузин Теодор Синадин бяга в Женско заедно с редица благородни семейства, общо около 1000 души. Същата година в Женско пристига и Йоан Кантакузин с двамата си синове Мануил и Матей и армията си от каталунски наемници, начело с Хуан Пералта. През лятото на същата година Кантакузин сключва договор с крал Стефан Душан, но независимо от сръбската подкрепа не успява да си върне Солун и изоставя Женско, което в 1443 година е заето от дошлия от Солун велики дук Алексий Апокавк, подкрепящ Йоан V Палеолог в гражданската война.
Още преди 1350 година Женско пада в ръцете на Сърбия. В тази година управител на силната крепост е някой си Велко.
След смъртта на Стефан Душан и разпада на Сръбското царство, в 1355 – 1371 година Женско е главна крепост в княжеството на Богдан.
След Черноменската битка в 1371 година крепостта е овладяна от солунския деспот Мануил Палеолог от името на империята. През есента на 1383 година въпреки силната съпротива Женско пада в ръцете на османския военачалник Евренос бей. Хаджи Калфа разказва, че съпротивата е била водена от жена на име Марулия, вероятно объркана с историческата личност Марула, ръководила съпротивата на Лемнос.
В XV век крепостта е на местен спахия, а в XVII век крепостта е изоставена и е използвана като източник на строителен материал от жителите на селото в подножието ѝ.
В 1923 година в Женско на мястото на българското му население са заселени бежанци от Мала Азия, които също използват крепостта като основен източник на материал за изграждане на новите си домове, като до Горния град са прекарани и железни релси.
Между 1984 и 1993 година в крепостта са извършени археологически разкопки и са възстановени централната кула и част от стените, изясне е периметърът на заграждението, разкрита е главната порта и са идентифицирани сгради вътре. В периода 2007 - 2008 година са извършени мащабни спасителни работи, които освен всичко друго имат за цел и да подобрят посещаемостта на крепостта.
В 1987 година крепостта е обявена за защитен археологически обект.

## Описание
Крепостта заема върха на естествено укрепен хълм, висок 106 m. Външната стена на крепостта е с обща дължина 614 m и включва терен с площ от около 25 декара. Подсилена е на интервали с правоъгълни и полукръгли кули, като голяма част от нея от северната и западната страна е разрушена. От североизточната страна се намира Горният град (акрополът) с обща площ от 2 декара, която е защитена от отделно четиристранно укрепление. На върха му доминира двуетажна централна квадратна кула с размери 13 х 9 m, която е най-добре запазената и най-различима точка от цялата крепост. Кулата има запазени двойни цистерни в мазето си.
Крепостта е имала две порти - главната от югоизточната страна и вторичната в североизточния ъгъл на заграждението. Главната порта, която е била защитена от два бастиона от двете страни, е почти напълно разрушена. Запазени са основи и на други сгради, както и един кладенец.
В началото на 1913 година Богдан Филов, посещава селото и оставя интересни бележки за крепостта:
| „ | След това се качихме на калето, което се намира на един стръмен скалист връх на югозапад от селото. Запазени са още доста остатъци от стените и най-високата кула. Стените са градени от ломени камъни и хоросан без керемиди. На някои, вероятно по-късни места има и парчета от тухли и керемиди. Кулата има пластове от тухли в 4 реда. Най-долният и етаж е бил засводен. Личи добре старият път, който е водел в калето. Стената край него има на вътрешната си стена слепи арки. На върха има много дълбок (около 20 метра) кладенец, а под калето има „змияна дупка“: естествена триъгълна, много дълбока хоризонтална дупка между скалите. В подножието на калето на западната страна се е намирал некрополът: тук са били открити много гробове с разни старини. | “ |